# Man Afraid Soap
Freeman Joseph Isaacs lub Man Afraid Soap (ur. 2 października 1869 w Ontario, zm. 19 czerwca 1937) – kanadyjski zawodnik, uprawiający lacrosse, który na Letnich Igrzyskach Olimpijskich 1904 w Saint Louis wraz z kolegami z reprezentacji zdobył brązowy medal w grze drużynowej.
W turnieju wzięły udział trzy zespoły klubowe z Kanady i Stanów Zjednoczonych. Man Afraid Soap reprezentował klub Mohawk Indians.